# Lymeon adultus
Lymeon adultus är en stekelart som först beskrevs av Ezra Townsend Cresson 1874.  Lymeon adultus ingår i släktet Lymeon och familjen brokparasitsteklar. Inga underarter finns listade i Catalogue of Life.